# Речёвка
Речо́вка, встречается устаревшее написание «речёвка» (по-видимому, от «речитатив», также жарг. кричалка, у футбольных болельщиков «заряд») — малый жанр городского фольклора; рифмованный текст, исполняемый ритмически в такт какому-либо действию с целью выражения эмоции или мысли.
Наиболее известны кричалки футбольных фанатов, которые восхваляют свой клуб:
Локо — легенда! Локо — улёт!
«Локомотивом» гордится народ…
либо унижают соперника:
Раздается звон копыт,
Показалось дышло.
То команда ЦСКА
На разминку вышла.
Исследователи проводят параллели между речовками и хвалебными или корильными песнями, традиционными во время свадебных обрядов. Михаил Строганов и Рьяна Боровик считают, что сходство порождено культурной близостью процессов: происходит «передел долей».
Политические речовки становятся популярными во время обострения политической борьбы, например в Чили в 1970-е годы, у сторонников президента Альенде:
- исп. El pueblo unido jamás será vencido («Единый народ никогда не будет побеждён», известен перевод «Пока мы едины — мы непобедимы»);
- исп. El que no salta es momio («Кто не прыгает — реакционер»[9], ср. «Кто не скачет, тот москаль»).